# Jacopo Crescini
Jacopo Crescini (Padova, 4 dicembre 1798 – Padova, 29 giugno 1848) è stato un drammaturgo, poeta e librettista italiano.

## Biografia
Dopo un esordio poetico precoce, fu attivo prevalentemente a Padova, ma per un certo periodo si trasferì a Venezia al seguito della moglie Adele Meneghini, affermata cantante lirica, che morì nel 1838. Scrisse dapprima opere di stampo classico, ma gli ultimi lavori inclinarono verso il romanticismo.
Fu direttore dei periodici L'Euganeo (1844-1848) e Caffè Pedrocchi (1846-1848).
Morì insano di mente, forse perseguitato dal timore di ripercussioni per avere appoggiato i moti del 1848.

## Opere

### Poesia
- Saggio di Anacreontiche (Padova, 1817)
- L'emulazione , poemetto in versi sciolti (Padova, 1818; pubblicata col nome di Gisciaco Crenipo)
- Nella partenza di Uligia, lamento anacreontico
- La patria gratitudine (Padova, 1822, scritto per il busto a Petrarca eretto nel duomo di Padova[2])
- Elegie: a Meronte, a Teresa Vordoni (Padova, 1823)
- Canzone per Carlotta Marchionni (Padova, 1823)
- Pel ripristinamento di RR.PP. Cappuccini in Padova (Padova, 1825)
- Caino (Padova, 1826; tre cantiche in terzine; fu recensito positivamente dalla Biblioteca Italiana[2])
- Poesie (Venezia, 1835)
- Versi (Padova, 1841)
- Eudossia, racconto storico in dieci canti (Padova, 1842)

### Teatro
- La Gelcossa, azione tragica (in Raccolta Teatrale di A. Bazzarini, Venezia, 1824; ispirato ai canti di Ossian)
- Il Solitario, azione tragica (in Raccolta Teatrale di A. Bazzarini, Venezia, 1824; tratto da Le Solitaire di Charles d'Arlincourt)

Entrambe le tragedie furono «più e più volte rappresentate col massimo applauso». Il Solitario venne in seguito adattato per il celebre attore Gustavo Modena.

### Libretti d'opera
- I briganti, melodramma serio in 3 atti di Saverio Mercadante, Parigi, Théâtre-Italien, 22 marzo 1836
- Don Chisciotte, melodramma giocoso in 2 atti di Alberto Mazzucato, Milano, Teatro della Canobbiana, 26 aprile 1836

### Altro
- Curatore di: Fiori poetici al busto del Petrarca  (Padova, 1819; raccolta di versi di altri autori)
- Itinerario interno e delle isole di Venezia  (Padova, 1831, con intagli in rame delle principali vedute[2]; seconda edizione, 1832)